# Haryana
Haryana (hindi हरियाणा) este un stat din nordul Indiei. Se învecinează cu Himachal Pradesh la nord-est, râul Yamuna este hotarul său de est cu Uttar Pradesh, are hotar cu Rajasthanul la sud și vest și râul Ghaggar-Hakra curge de-a lungul hotarului său de nord cu Punjabul. Dat fiind că Teritoriul Național al Capitalei Delhi este din trei părți (nord, vest și sud) încadrat de Haryana, o mare parte a teritoriului acesteia este inclusă în Regiunea Capitalei Naționale, având o importanță economică sporită și creată cu scopuri de planificare și dezvoltare.
Haryana a luat ființă pe 1 noiembrie 1966, când zonele preponderent de limbă hindi au fost separate de restul statului Punjab (vorbitor de punjabă). Orașul Chandigarh a fost făcut teritoriu unional, servind drept capitală atât Punjabului, căt și Haryanei în același timp. Statul cuprinde șase diviziuni administrative și 22 districte. Faridabad din Regiunea Capitalei Naționale este cel mai mare oraș, iar Gurugram este un centru financiar important cu mai multe companii din lista Fortune 500 avându-și sediile în acest oraș.
Haryana se clasează pe locul 5 între statele indiene în funcție de PIB pe cap de locuitor, care este de două ori mai mare decât media națională. Economia statului este formată din 52% servicii, 30% industrie și 18% agricultură. Haryana produce 67% din autoturismele, 60% din motocicletele și 50% din tractoarele și refrigeratoarele indiene.